# Märtyrerkirche (Aleppo)

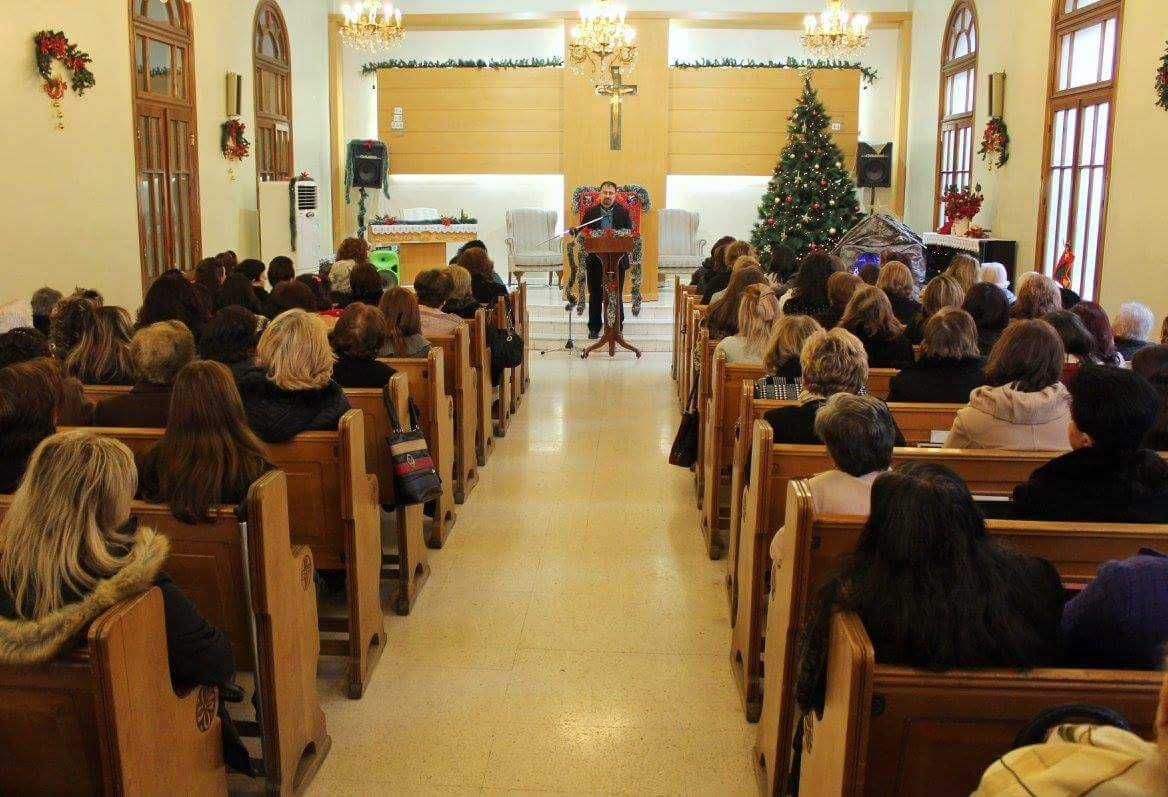
Gottesdienst in der armenischen evangelischen Märtyrerkirche in Aleppo, 26. Dezember 2017

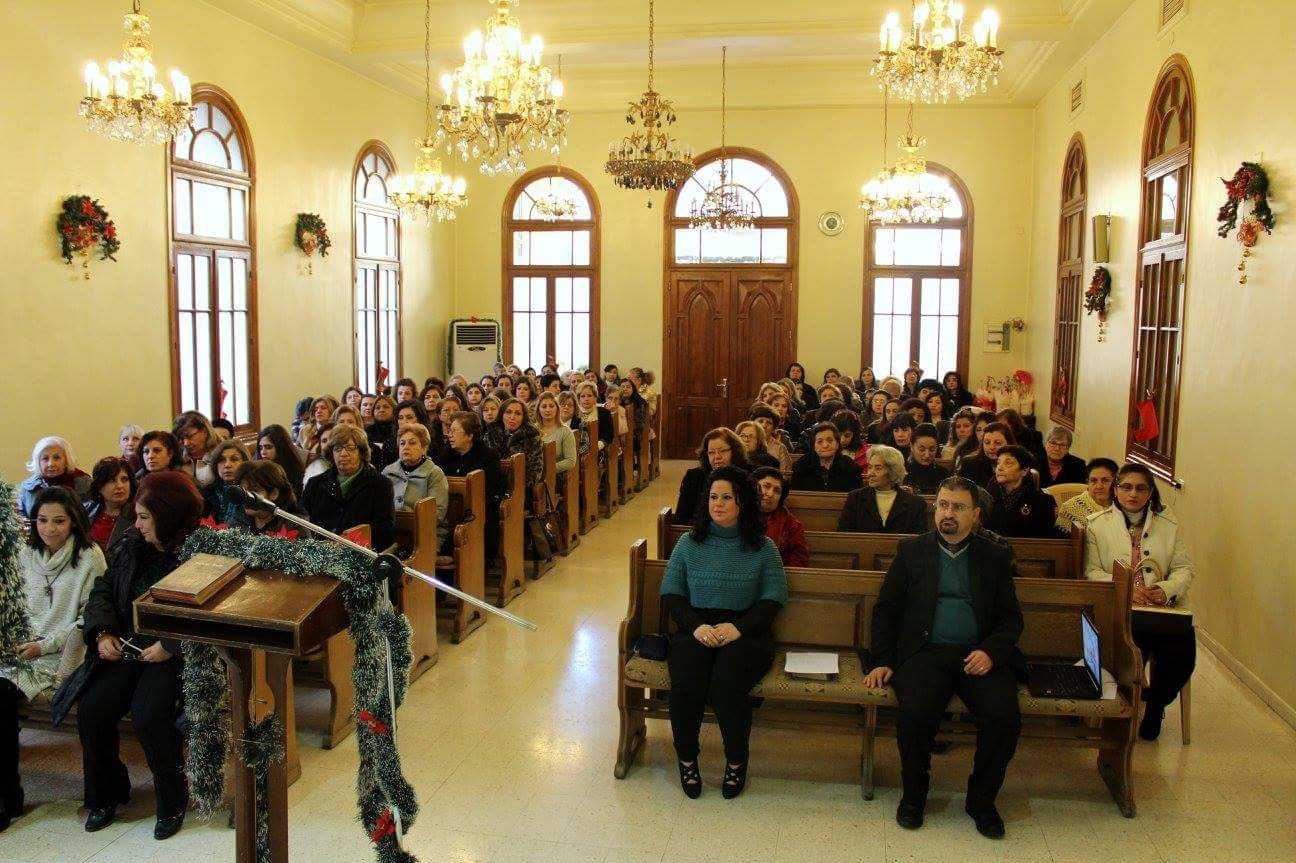
Gottesdienst in der armenischen evangelischen Märtyrerkirche in Aleppo, 26. Dezember 2017

Die Märtyrerkirche Aleppo (arabisch كنيسة الشهداء, armenisch Նահատակաց եկեղեցի) ist eine Kirche der Armenischen Evangelischen Kirche in der syrischen Stadt Aleppo im Stadtteil Sulaimaniya.

## Standort
Die armenische evangelische Märtyrerkirche  Aleppo steht im Stadtteil Sulaymaniya-Fillat etwa 200 m südlich der armenisch-katholischen Dreifaltigkeitskirche (Swartnoz) und 400 m östlich der armenisch-apostolischen Kirche der Heiligen Muttergottes.

## Geschichte
Die Gründung der armenischen evangelischen Märtyrerkirche Aleppo-Sulaymaniyahs geht auf Flüchtlinge aus Aintab (Այնթա, heute Türkei) zurück, wo 1865 eine evangelische armenische Kirche entstand. Diese Kirche wuchs schnell und teilte sich deshalb in zwei Gemeinden, eine davon wie bisher im Stadtteil Kayajik, die andere im Stadtteil Hayik, und evangelische armenische Christen gab es in Aintab bis 1921, als sämtliche Armenier aus der Stadt vertrieben wurden. Die meisten der Vertriebenen gelangten nach Aleppo, das nun Teil des französischen Mandatsgebiets Syrien war, und besuchten die neu gebaute armenische evangelische Immanuelkirche. 1930 beschlossen 33 Familien aus Aintab, eine eigene Gemeinde zu bilden, und 1931 gründeten 17 ehemalige Gemeindeglieder der einstigen armenischen Kirche Aintab-Hayik eine neue Kirche in Aleppo, die sie nach den Opfern des Völkermords Märtyrerkirche (Nahadagatz jekeghezi, Նահատակաց եկեղեցի) nannten. Der erste Pastor dieser Kirche war Hagop Chakmakjian und predigte in einem alten Innenhof nahe dem Kirchenquartier as-Saliba im Stadtteil al-Dschudaide. Später traf sich die Gemeinde in einem gemieteten Gebäude in der Sulaymaniyah-Straße, das auch als „Gebäude des Armenischen Roten Kreuzes“ bekannt war. 1960 erwarb die Gemeinde im Stadtteil Sulaymaniyah ein Kirchengrundstück und begann mit dem Bau. Am 14. März 1965 wurde die Kirche offiziell eingeweiht. Bereits in den 1980er Jahren verlor die Kirchengemeinde durch Auswanderung zunehmend Mitglieder. Der Bürgerkrieg in Syrien seit 2011 führte zu einer Massenflucht aus Aleppo, so dass von etwa 40.000 Armeniern in Aleppo unmittelbar vor dem Krieg im Jahre 2015 nur noch rund 12.000 bis 15.000 zurückblieben (oder 14.000 bis 15.000 im Jahre 2019). Nach anderen Angaben gab es vor dem Krieg in Aleppo 77.000 Armenier, mehrheitlich Apostolische, außerdem 17.500 Katholiken und 1500 Evangelische. Der Pastor der armenisch-evangelischen Märtyrerkirche, Vatche Ekmekjian, verließ Syrien 2011 mit Ziel in Glendale (Kalifornien), wo er heute als Ehe- und Familientherapeut und gleichzeitig als evangelischer Pastor tätig ist. Bei einem von Simon Der-Sahagian und Harutyun Selimian geleiteten gemeinsamen Gottesdienst der drei armenischen evangelischen Kirchen Aleppos (Bethel, Immanuel, Märtyrer) in der Bethelkirche am 16. April 2017 zum ersten Osterfest seit der Vertreibung der Islamisten aus Aleppo nahmen etwa 2000 Personen teil.

## Architektur und Ausstattung
Wie andere protestantische Kirchen Syriens ist die Märtyrerkirche schlicht gestaltet. Sie hat einen rechteckigen Grundriss, ein Satteldach und an den Seitenfassaden große Rundbogenfenster.